# Krafla
Krafla ([ˈkʰrapla]ⓘ)es una caldera volcánica de aproximadamente 10 km de diámetro con una larga zona de fisuras de 90 km, situada en el norte de Islandia en la región de Mývatn. Su pico más alto alcanza los 650 m s. n. m.
Krafla incluye uno de los dos cráteres volcánicos más conocidos de Islandia junto con Askja, Víti (en islandés víti significa infierno ya que antiguamente se pensaba que el infierno se encontraba bajo los volcanes). El cráter Víti es famoso por el lago verde que aloja.
Krafla incluye así mismo a Námafjall, un área geotermal plagada de volcanes de lodo hirviente, solfataras y fumarolas humeantes.
Se han registrado veintinueve erupciones de este volcán de 2 km de profundidad, teniendo lugar la última de ellas en 1984. Entre los años 1724-29 tuvieron lugar los llamados fuegos de Mývatn, donde numerosas fisuras volcánicas se abrieron y las fuentes de lava ocasionadas se pudieron ver desde el sur de la isla. Una colada de lava destruyó tres granjas de la aldea de Reykjahlíð, sin lamentar daños humanos.
Desde 1977 está en funcionamiento en este territorio una planta de energía geotérmica de 60 MW de potencia, que abastece una gran parte del consumo energético del país. 

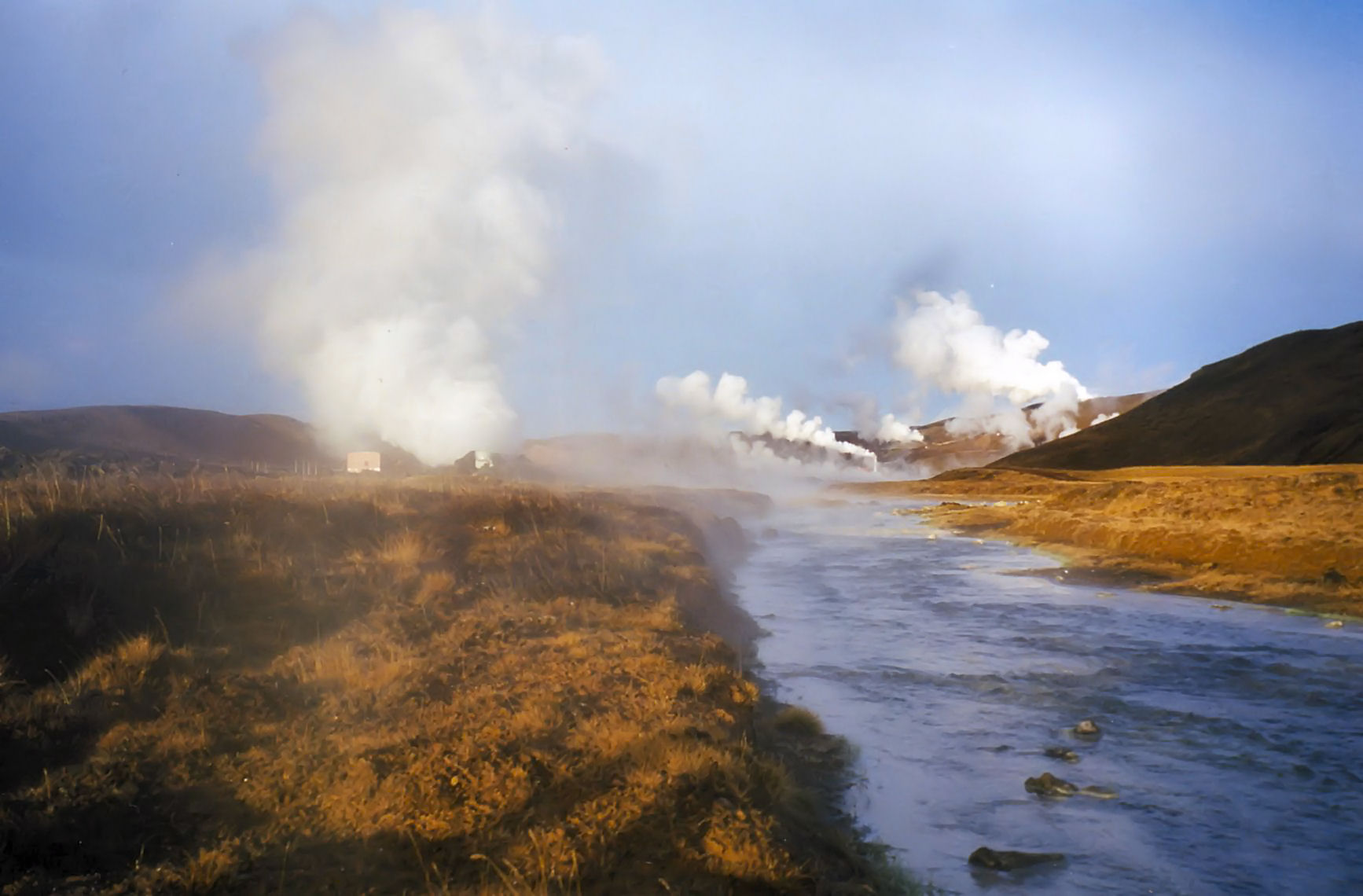
Área volcánica de Krafla
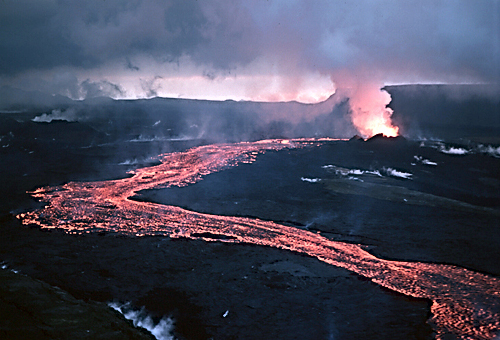
Colada de lava durante una erupción en Krafla, 1984.
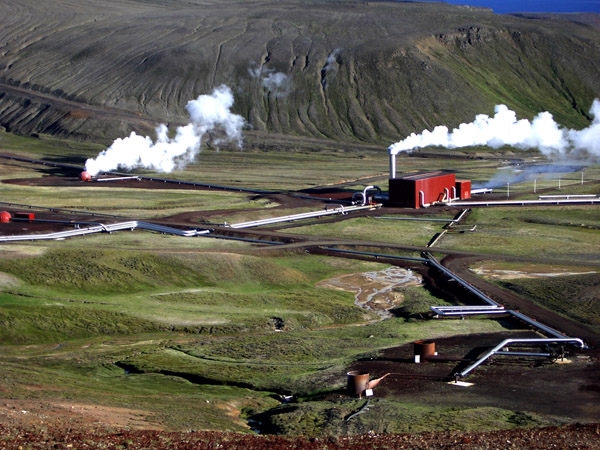
Central geotérmica de Krafla
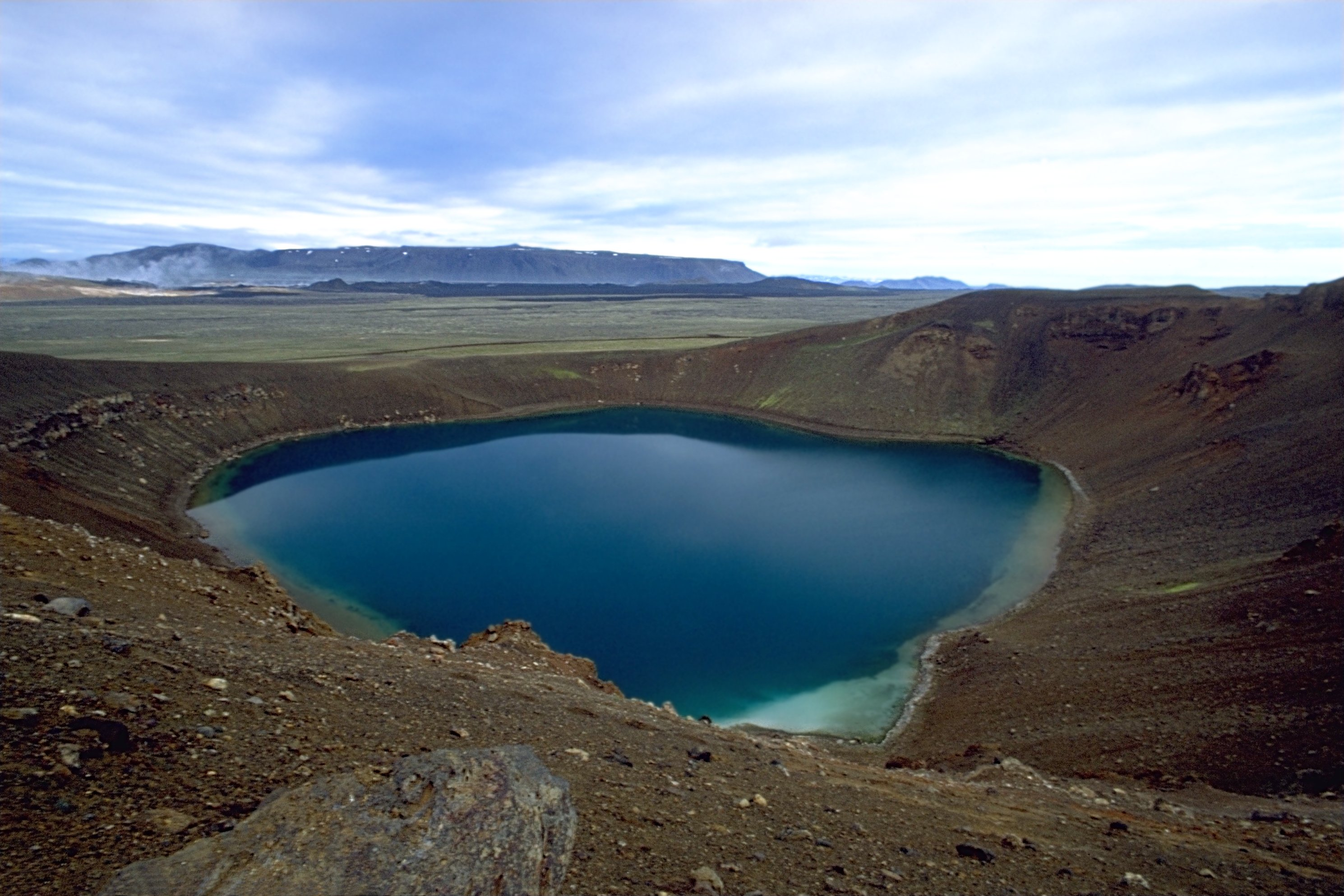
Lago verde en el cráter de Víti
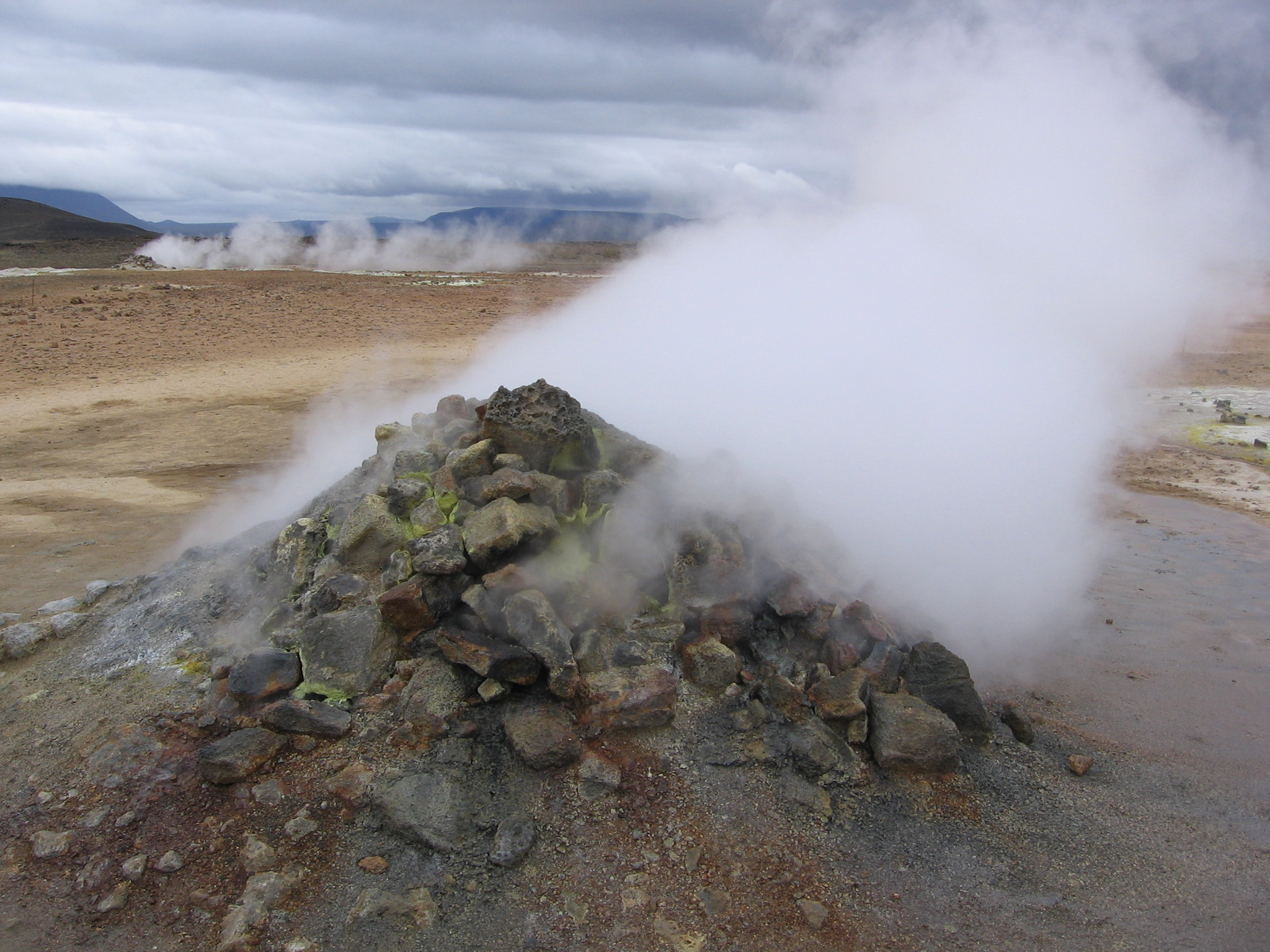
Solfatara en Krafla
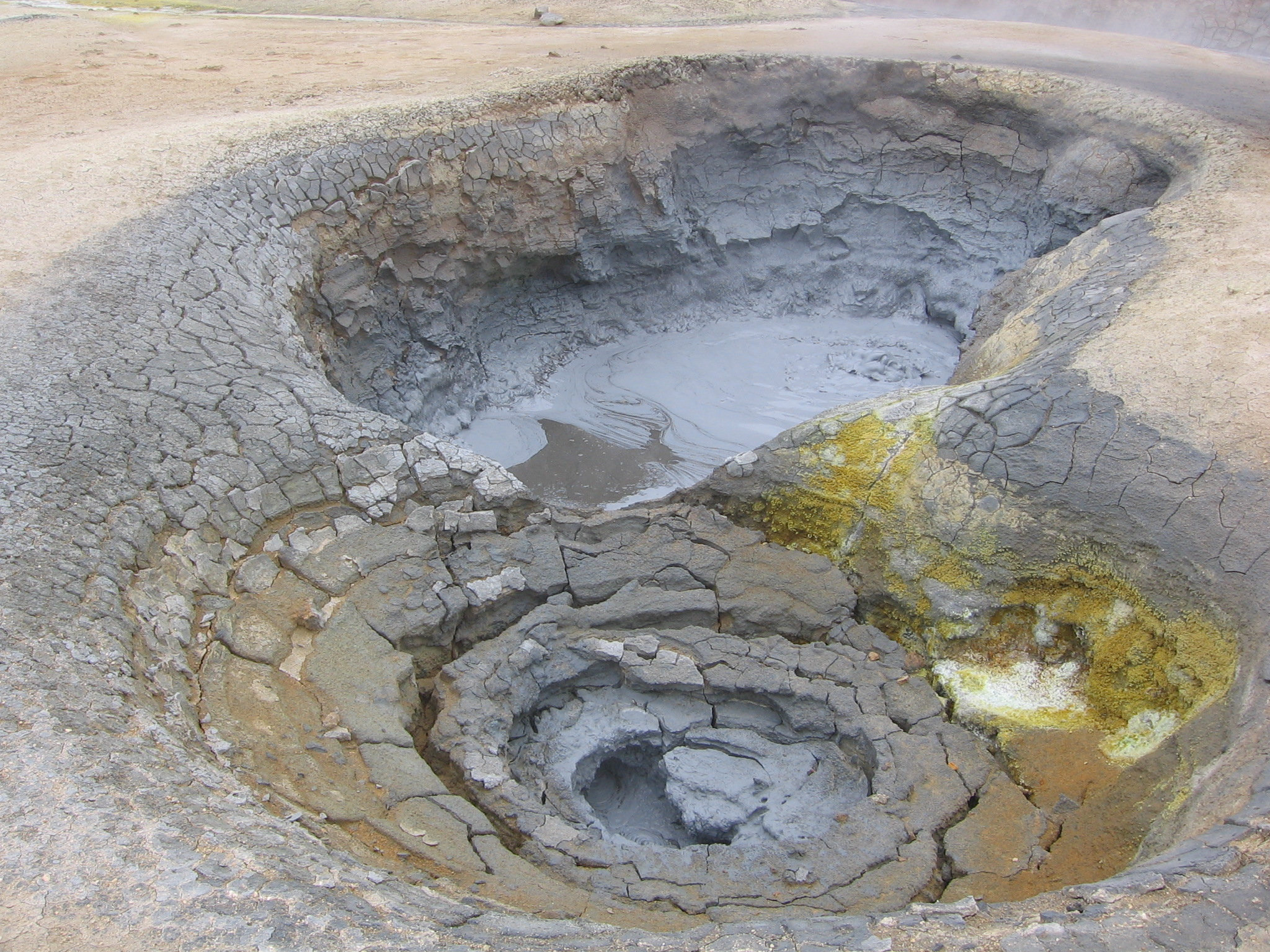
Volcán de lodo en Krafla
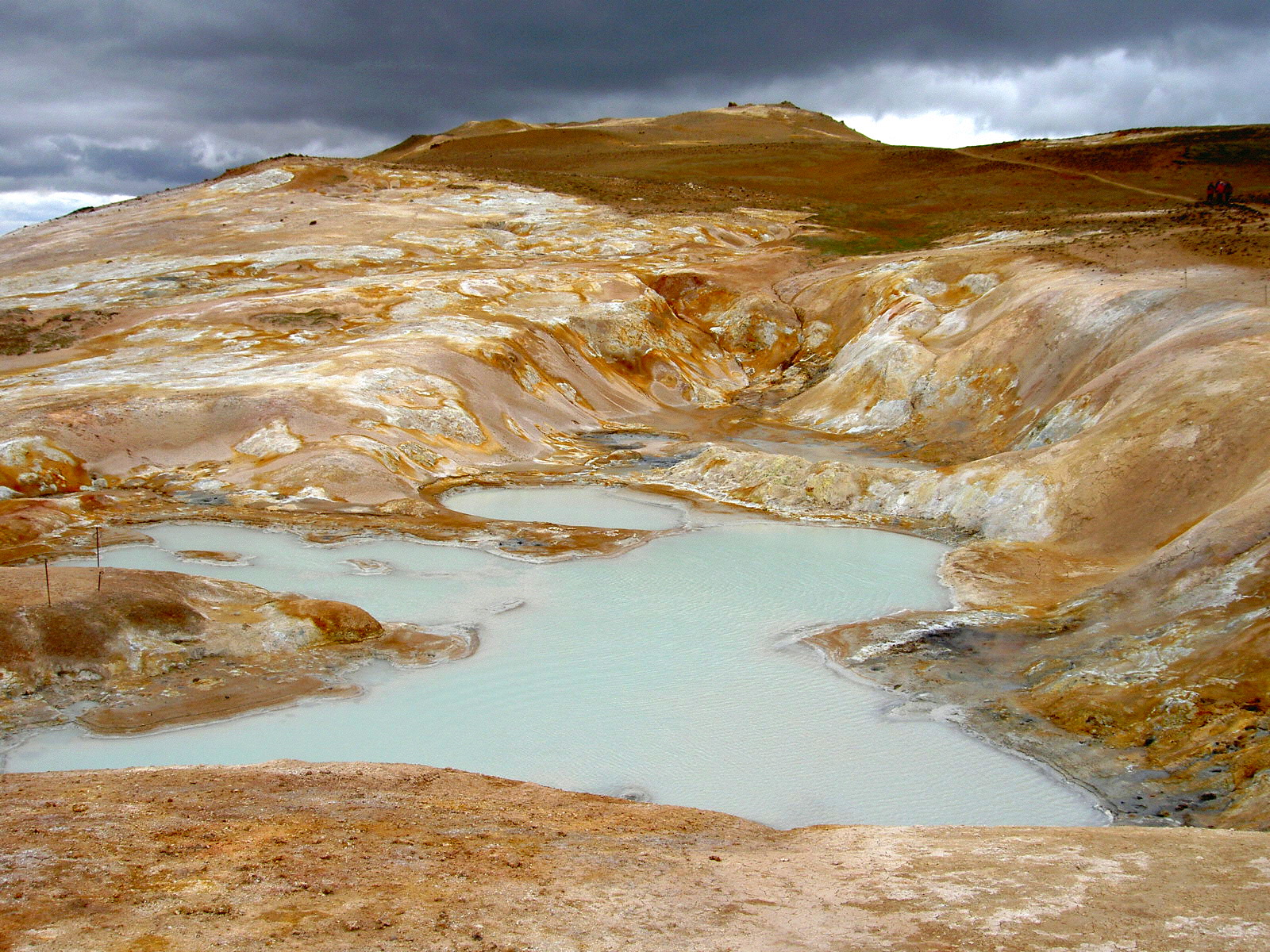
Depósitos y lago de azufre en Krafla